# Beuel (Bad Honnef)
Beuel ist ein Ortsteil der Stadt Bad Honnef im nordrhein-westfälischen Rhein-Sieg-Kreis.

## Geographie
Beuel schließt sich südöstlich an das Stadtzentrum an und erstreckt sich auf einem von Südwesten nach Nordosten zum Schmelztal, das heißt zum Rheinwesterwälder Vulkanrücken (Niederwesterwald), ansteigenden Gelände der Mittelterrasse des Rheins. Im Süden und Osten bildet der Ohbach eine natürliche Grenze zum Ortsteil Selhof, im Westen wird Beuel in etwa durch die Linzer Straße begrenzt. Insbesondere nach Norden und Westen lässt sich das Gebiet von Beuel nur anhand historischer Grenzen definieren, da es inmitten der geschlossenen Bebauung der Bad Honnefer Stadtmitte liegt. Der Ortsteil umfasst ungefähr Höhenlagen zwischen 80 und 100 m ü. NHN. Durchquert wird Beuel in West-Ost-Richtung von der Hauptstraße (Landesstraße 144), die als Schmelztalstraße durch den Honnefer Stadtwald nach Aegidienberg hinaufführt.

## Geschichte
Der Ortsname Beuel (Bühl) beschreibt die Anhöhe, auf der sich der Ort befindet und wird daher auch in der Wendung „op“ (=auf) Beuel verwendet. Spätestens im 13. Jahrhundert entstand am westlichen Rand von Beuel ein Bischofshof des Kölner Erzbischofs, der in Honnef über bedeutenden Grundbesitz sowie ein Hofgericht verfügte. Dem Bischofshof benachbart war bereits damals eine Burganlage (anstelle des späteren Herz-Jesu-Klosters), deren Bau auf einen Ministerialen des Erzbischofs zurückgeführt wird. Beuel war eine von sechs Honschaften, aus denen sich das Kirchspiel Honnef von 1555 bis zur Auflösung des Herzogtums Berg im Jahre 1806 zusammensetzte und aus denen anschließend die Gemeinde Honnef entstand. Sie grenzte im Norden an die Honschaft Bondorf, im Süden an die Honschaft Selhof und im Westen an die Honschaft Mülheim.
1663 verzeichnete die Honschaft Beuel etwa 325 Einwohner, bei einer Landmaßbeschreibung des Kirchspiels Honnef im Jahre 1678 67 Hofstätten sowie 120 Morgen Weingärten. Die Weinbaufläche befand sich etwas weniger als hälftig in einheimischem Besitz und war die drittgrößte unter den Honnefer Honschaften, ihr Anteil an der gesamten Landwirtschaftsfläche war mit 60 % am höchsten. 1688 erwarb das Kartäuserkloster Jülich in Beuel den Steckenhof, ab 1696 war hier auch die Abtei Deutz mit einem Weingut begütert. Ebenfalls zur Honschaft Beuel zählte der nahe der Pfarrkirche gelegene Dauhof, der dem Discalceatenkloster Köln (sog. „Unbeschuhte Karmeliter“) gehörte. 1746 wurden in Beuel bei einer sogenannten „Kellervisitation“ 49 steuerpflichtige Winzerhöfe aufgesucht, wobei der festgestellte Rotwein-Anteil mit 274 Ohm bei 40 % lag. 1782 entstand auf dem Gebiet der Honschaft am Ohbach eine Ölmühle, die nach einem nahegelegenen „Grendel“ (Schlagbaum) am östlichen Ortsausgang den Namen Grendelsmühle trug. Um 1840 erhielt sie einen Mühlenteich, ab 1851 diente sie als Gesteins- und später als Sägemühle.
1828 zählte Beuel 568 und 1843 bereits 654 Einwohner. In den fünf Jahrzehnten nach der Stadterhebung von Honnef im Jahre 1862 wuchs Beuel baulich weitgehend mit den angrenzenden ehemaligen Honschaften zusammen, dabei entstanden an der Hauptstraße in Beuel einige Villen und Landhäuser. Der Weinbau nahm in dieser Zeit erheblich an Bedeutung ab. Durch eine Verlegung des Ohbachs nach Norden verlor Beuel ein kleineres Gebiet an den Ortsteil Selhof. 1918 gründeten die Neusser Augustinerinnen in einem vormaligen Gasthof an der Hauptstraße das Herz-Jesu-Kloster, das später als Altenheim geführt wurde. 1954 wurde der Dauhof abgerissen, 1967 folgte der Abriss eines barocken Nachfolgebaus des Steckenhofs (auch „Neuer Pütz“ genannt) aus dem 18. Jahrhundert. 1993 schloss das Herz-Jesu-Kloster, das noch bis 2004 als Altenheim weiterbetrieben wurde und auf dessen Grundstück bis 2012 ein neues Wohnviertel entstand. Das Gelände des einstigen kölnischen Bischofshofes wird heute von der Internationalen Hochschule Bad Honnef genutzt.

## Sehenswürdigkeiten
Als Baudenkmal in der Denkmalliste der Stadt ausgewiesen sind (Auswahl):
- ein Prozessionskreuz am Beueler Kreuz, errichtet um 1800 zur Erinnerung an dort abgerissene „Beueler Kapelle“ → Eintrag in Denkmalliste
- zwei Fachwerkhäuser am Beueler Kreuz/Beginn der Beueler Straße → Eintrag in Denkmalliste
- die „Villa Trappen“ an der Hauptstraße, erbaut 1889/90 → Eintrag in Denkmalliste
- eine Villa an der Hauptstraße, in den 1930er-Jahren Wohnsitz von Nanny Lambrecht → Eintrag in Denkmalliste